# Academia Națională de Informații „Mihai Viteazul” din București
Academia Națională de Informații „Mihai Viteazul”, abreviat ANIMV, este unitatea de învățământ superior militar a SRI și are ca obiectiv formarea ofițerilor de informații, atât pentru Serviciului Român de Informații, cât și pentru celelalte instituții cu atribuții în domeniul siguranței naționale: MApN (DGIA), MAI (DGIPI, DOS), MJ (ANP), SIE și SPP.
Constituirea, organizarea și funcționarea Academiei Naționale de Informații „Mihai Viteazul” a avut la bază necesitatea adaptării învățământului universitar românesc de informații la cerințele începutului de mileniu, în acord cu transformările înregistrate în societate pe plan național și european și, deopotrivă, cu nevoile de pregătire a personalului Serviciului Român de Informații pentru îndeplinirea misiunilor specifice asigurării securității naționale și colective.
Până in 2018 în cadrul ANIMV a funcționat și Colegiul Național de Informații . Acesta a fost închis în urma unei declarații a ministrului de Finanțe de la acel moment, Eugen Teodorovici, care a declarat că a primit diplomă de absolvire de la Colegiul de Informații fără să fi trecut vreodată pe la cursuri  .

## Facultăți
Academia Națională de Informații „Mihai Viteazul" este compusă din următoarele facultăți : 
- Facultatea de Informații - a cărei misiune constă în formarea, specializarea și perfecționarea studenților și cursanților pentru a exercita după absolvire atribuții de ofițeri de informații operativi.
- Facultatea de Studii de Intelligence - oferă specializări în domeniul analizei de intelligence pentru formarea ofițerilor de informații analiști în domeniul securității naționale și a ordinii publice, cât și pentru alte domenii de activitate.

## Învățământ
Oferta educațională cuprinde:
1. Programe de licență ce urmăresc specializări relevante pentru securitatea națională, respectiv [5]:
  - Psihologie-informații
  - Studii de securitate și informații
2. Programe de master profesional dedicate formării ofițerilor de informații:
  - Intelligence și securitate națională
  - Analiză de intelligence
3. Programe de master de cercetare ce se axează pe domeniile securității naționale și vizează promovarea culturii de securitate în sfera societății civile.
4. Studii universitare de doctorat în domeniul „Informații și Securitate Națională”.

## Istoric
Tradiția învățământului superior în cadrul Serviciului Român de Informații datează din anul 1991, când a luat ființă Facultatea de Psihosociologie, în cadrul Academiei de Poliție „Alexandru Ioan Cuza”, iar un an mai târziu s-a decis constituirea Institutului Superior de Informații, ca instituție de învățământ superior militar de lungă durată, entitate instituțională de sine stătătoare, în subordinea Serviciului Român de Informații .
Pentru a răspunde într-o mai mare măsură cerinței privind pregătirea ofițerilor de informații, Institutul Superior de Informații a fost reorganizat și intitulat Institutul Național de Informații, care ulterior a devenit Academia Națională de Informații „Mihai Viteazul”. În prezent, ANIMV este o comunitate universitară distinctă, care funcționează pe baza prevederilor Constituției României, cadrului legislativ în vigoare, ordinelor directorului Serviciului Român de Informații, precum și ordinelor ministrului Educației, Cercetării, Tineretului și Sportului, cu un buget format din resursele alocate de stat și cele provenite din alte surse, în condițiile legii.
în 2022 a fost promulgată o lege prin care studenții și personalul din Academia Națională de Informații "Mihai Viteazul", inclusiv cei din SRI și alte autorități cu atribuții în domeniul securității personale, vor fi scutiți de la înscrierea în Registrul Matricol Unic al Universităților din România. Atât cursanții  cât și profesorii vor fi înregistrați într-un registru special  .

## Școala doctorală
Începând cu anul 2017, ANIMV a inițiat un proces intern de evaluare a Școlii doctorale și de verificare a tezelor de doctorat . În 2019, au fost confirmate suspiciunile de plagiat pentru 30 de teze de doctorat susținute în cadrul academiei .

## Raport ARACIS
La data de 30 octombrie 2015, urmare a procesului de evaluare derulat de către Agenția Română de Asigurare a Calității în Învățământul Superior (ARACIS), Academiei Naționale de Informații „Mihai Viteazul” i-a fost acordat calificativul „Grad de încredere ridicat” pentru perioada 2015-2020, privind practica instituțională și oferta educațională, precum și modul cum sunt îndeplinite standardele și indicatorii de evaluare specifici sistemului de învățământ superior românesc.